# 希尔格罗文
希尔格罗文（德語：Hillgroven）是德国石勒苏益格－荷尔斯泰因州的一个市镇。总面积3.60平方公里，总人口82人，其中男性52人，女性30人（2011年12月31日），人口密度23人/平方公里。